# Домінік Баер
Домінік Баер (фр. Dominique Baert; 24 жовтня 1959, Туркуен) — французький політик, колишній депутат Національної асамблеї Франції, з 2000 року — мер міста Ваттрело.

## Біографія
Народився 24 жовтня 1959 року в місті Туркуен, департамент Нор. У 1980 році закінчив Університет науки та технології Лілль I, а у 1981 році — Інститут політичних досліджень. Працював у Банку Франції.
У 1983—1999 роках був членом муніципальної ради міста Ваттрело, а з 1999 по 2000 обіймав посаду віцемера.
На парламентських виборах 1997 року був обраний депутатом Національної асамблеї по 8-му виборчому округу департаменту Нор від Соціалістичної партії. Переобирався до парламенту у 2007 та 2012 роках. Був виключений з партії у 2012 році через відмову від балатування на виборах, але у 2014 членство у партії було відновлене.
З 2000 року обіймає посаду мера міста Ваттрело.
Викладав у Інституті політичних досліджень та Міжнародному інституті державного управління.

## Нагороди
- кавалер ордена Почесного легіону (2005);
- офіцер ордена Почесного легіону (2018)[9];